# Duinkronkelbladmos
Duinkronkelbladmos (Tortella flavovirens) is een soort uit de kleimosfamilie (Pottiaceae). 

## Determinatie
In droge toestand is het mos grijsgroen van kleur en sterk opgerold, nat geelgroen. Het blad wordt vanuit een aanliggende basis geleidelijk versmald. De bladtop is kapvormig met een stekelpuntje. De bladcellen aan de bladbasis vormen een licht gekleurde V en steken duidelijk af. Het sporenkapsel is geelgroen op een geknikte steel.

## Ecologie
Duinkronkelbladmos komt voor in droge graslanden op zand of gruis en op kalkrijk zand in de middenduinen. Het vormt compacte heuveltjes in gebieden waar enige verstuiving plaatsvindt. De soort groeit vaak samen met kalksmaltandmos, duinsterretjes en de nieuwkomer getand knikmos. Ook het zeldzame hakig kronkelbladmos kan in gezelschap van duinkronkelbladmos worden gevonden. Op kalkrijke zuid- en westhellingen kan het voorkomen samen met oranjesteeltje en het groot klokhoedje.

## Verspreiding
In Nederland is duinkronkelbladmos zeldzaam. Het staat op de Nederlandse Rode Lijst in de categorie 'kwetsbaar'.